# Epitola congoana
Epitola congoana är en fjärilsart som beskrevs av Schultze och Aurivillius Epitola. Epitola congoana ingår i släktet Epitola och familjen juvelvingar. Inga underarter finns listade i Catalogue of Life.